# Un trésor appelé Amour
Pour plus de détails, voir Fiche technique et Distribution.
Un trésor appelé Amour (Prem Ratan Dhan Payo) est un film romantique indien, produit et réalisé par Sooraj R. Barjatya, sorti en 2015.

## Synopsis
Yuvraj Vijay Singh (Salman Khan) est un prince strict et seul. Il n'est en effet pas proche de ses demi-sœurs, son demi-frère essaie de le détrôner et il est en froid avec sa fiancée, la princesse Maithili (Sonam Kapoor).
Peu de jours avant son couronnement, il a un accident et tombe dans le coma. Afin de pouvoir lui procurer les meilleurs soins en toute sécurité, ses conseillers le remplacent par Prem Dilwale (Salman Khan), un comédien. Le comédien n'étant pas un bon prince se voit subir la haine du peuple indien . Il se retranche dans son palais et trouve du réconfort auprès de son chien tamoul. Il mangea de la nourriture nans poulet tika mais les vivre étaient empoisonnés

## Fiche technique
Sauf indication contraire, les informations mentionnées dans cette section peuvent être confirmées par la base de données cinématographiques IMDb,  présente dans la section « Liens externes ».
- Titre : Un trésor appelé Amour
- Titre original : Prem Ratan Dhan Payo
- Réalisateur : Sooraj R. Barjatya
- Scénario : Sooraj R. Barjatya, d'après son histoire
- Casting : Vicky Sidana
- Dialogues : Aash Karan Atal
- Décors : Nitin Chandrakant Desai
- Costumes : Alvira Khan, Ashley Rebello
- Son : Jitendra Chaudhary
- Photographie :  V. Manikandan
- Montage : Sanjay Sankla
- Musique : Himesh Reshammiya
- Paroles : Irshad Kamil
- Production : Ajit Kumar Barjatya, Kamal Kumar Barjatya, Rajkumar Barjatya
- Sociétés de production : Rajshri Productions
- Sociétés de distribution : Night Ed Films
- Société d'effets spéciaux : Prime Focus
- Budget de production : 1 800 000 000 ₹
- Pays d'origine :  Inde
- Langues : Hindi, tamoul, anglais, français
- Format : Couleurs - 2,35:1 - DTS / Dolby Digital - 35 mm
- Genre : Action, drame, musical, romance
- Durée : 164 minutes (2 h 44)
- Dates de sorties en salles : 
  -  France : 12 novembre 2015
  -  Inde : 12 novembre 2015

## Distribution
- Salman Khan : Prem Dilwale/Yuvraj Vijay Singh, le prince de Pritampur
  - Dhruv Vinay Kumar : Vijay Singh, enfant
- Sonam Kapoor : Rajkumari Maithili Devi
- Neil Nitin Mukesh : Ajay Singh, le beau-frère de Vijay
  - Darsheel Vinay Kumar : Ajay Singh, enfant
- Anupam Kher : Diwan Sahab/Bapu
- Armaan Kohli : Chirag Singh, le directeur général de l'empire Pritampur
- Swara Bhaskar : Rajkumari Chandrika, la belle-sœur de Vijay
  - Baby Miraya Suri : Chandrika, enfant
- Aashika Bhatia : Rajkumari Radhika, la belle-sœur de Vijay
  - Baby Hridaan V. Surana : Radhika, enfant
- Deepraj Rana : Sanjay, chef de la sécurité du Palais Royal
- Deepak Dobriyal : Kanhaiya, l'ami de Prem
- Samaira Rao : Sameera, secrétaire de Vijay
- S. M. Zaheer : médecin
- Micky Makhija : second médecin
- Manoj Joshi : Mr. Bhandari, avocat de la résidence Pritampur
- Lata Sabharwal : la mère de Chandrika et Radhika, poétesse de la famille royale
- Karuna Pandey : Maharani, mère d'Ajay et belle-mère de Vijay
- Suhasini Mulay : la grand-mère de Maithili
- Namrata Thapa : un travailleur pour une ONG
- Sameer Dharmadhikari : le roi de Pritampur
- Bikramjeet Kanwarpal : agent immobilier
- Sameer Dharmadhikari : père de Prem
- Sanjay Mishra : Chaubey Ji

## Bande originale
Albums de Himesh Reshammiya
All Is Well
(2015) Sanam Teri Kasam
(2016)
La bande originale du film, composée par Himesh Reshammiya et Sanjoy Chowdhury. Elle comprend dix chansons, écrites par Irshad Kamil. Elles sont chantées, pour la plupart, par le célèbre chanteur de pop Shaan, accompagné par d'autres interprètes dont Aman Trikha et Palak Muchhal, qui apparaissent également dans la bande originale.
| 1.    | Prem Leela           | Aman Trikha, Vineet Singh                            | 3:41 |
| 2.    | Prem Ratan Dhan Payo | Palak Muchhal                                        | 5:19 |
| 3.    | Jalte Diye           | Anweshaa, Harshdeep Kaur, Vineet Singh, Shabab Sabri | 5:36 |
| 4.    | Aaj Unse Milna Hai   | Shaan                                                | 4:03 |
| 5.    | Jab Tum Chaho        | Palak Muchhal, Mohammed Irfan, Darshan Raval         | 5:07 |
| 6.    | Halo Re              | Aman Trikha                                          | 3:18 |
| 7.    | Tod Tadaiyya         | Neeraj Shridhar, Neeti Mohan                         | 4:24 |
| 8.    | Bachpan Kahan?       | Himesh Reshammiya                                    | 4:02 |
| 9.    | Shaan                | Murli Ki Taanon Si                                   | 1:29 |
| 10.   | Aaj Unse Kehna Hai   | Aishwarya Majumdar, Palak Muchhal, Shaan             | 2:08 |
| 39:31 |                      |                                                      |      |

## Distinctions
| Année | Distinction                   | Catégorie                                               | Nom                                           | Résultat   |
| ----- | ----------------------------- | ------------------------------------------------------- | --------------------------------------------- | ---------- |
| 2015  | BIG Star Entertainment Awards | Meilleur film divertissant de l'année                   | Rajshri Production                            | Lauréat    |
| 2015  | BIG Star Entertainment Awards | Meilleur acteur divertissant de l'année                 | Salman Khan                                   | Lauréat    |
| 2015  | BIG Star Entertainment Awards | Meilleure actrice divertissante dans un film romantique | Sonam Kapoor                                  | Lauréat    |
| 2015  | BIG Star Entertainment Awards | Meilleure musique divertissante                         | Himesh Reshammiya                             | Lauréat    |
| 2015  | BIG Star Entertainment Awards | Meilleure chanteuse divertissante                       | Palak Mucchal (pour Prem Ratan Dhan Payo)     | Lauréat    |
| 2015  | BIG Star Entertainment Awards | Meilleure chanson divertissante                         | Himesh Reshammiya (pour Prem Ratan Dhan Payo) | Nomination |
| 2015  | BIG Star Entertainment Awards | Meilleure chorégraphie                                  | Radhika Rao, Vinay Sapru                      | Nomination |
| 2016  | Filmfare Awards               | Meilleure chanteuse de play-back                        | Palak Muchhal                                 | Nomination |